# روح‌کندی
روح‌کندی روستایی است که در استان اردبیل، شهرستان بیله‌سوار، بخش قشلاق‌دشت، دهستان قشلاق شرقی قرار دارد.

## جمعیت
بر اساس سرشماری سال ۱۴۰۰ جمعیت این روستا ۱۹۵۳ نفر با ۴۷۸ خانوار بوده‌است.